# Hamnvik
Hamnvik (auch Ibestad) ist eine Ortschaft in der norwegischen Kommune Ibestad in der Provinz (Fylke) Troms. Der Ort stellt das Verwaltungszentrum der Gemeinde Ibestad dar und hat 460 Einwohner (Stand: 1. Januar 2024).

## Geografie
Hamnvik ist ein sogenannter Tettsted, also eine Ansiedlung, die für statistische Zwecke als eine städtische Siedlung gezählt wird. Als Tettsted wird der Ort unter dem Namen Ibestad geführt.
Der Ort liegt an der Ostküste der Insel Rolla. Von dort aus führt in nordöstlicher Richtung der Ibestadtunnel auf die Nachbarinsel Andørja.
Etwas außerhalb liegt die Ibestad kirke, eine Steinkirche aus dem Jahr 1881.

## Wirtschaft
Die industrielle Produktion basiert vor allem auf dem Betrieb von Fischzuchtstationen.